# Maria Lătărețu
Maria Lătărețu (n. 7 noiembrie 1911, Bălcești, Gorj — d. 27 septembrie 1972, Românești, județul Botoșani) a fost o cântăreață română, de muzică țărănească din Gorj și populară. A fost una dintre cele mai îndrăgite interprete din domeniu, fiind supranumită deseori Privighetoarea Gorjului. 
Jazzmanul Johnny Răducanu o considera Ella Fitzgerald a României. În cariera sa a susținut un număr mare de concerte, a realizat numeroase înregistrări discografice și a participat la un număr mare de emisiuni de radio și TV.

## Viața și cariera artistică
Încă din copilărie, Maria Lătărețu a cântat la hore, nunți, petreceri boierești etc. La 13 ani fratele artistei, Ioniță Borcan, îi cumpără o chitară și o învață să se acompanieze.
În 1928 ea se căsătorește cu vioristul Mihai (zis Tică) Lătărețu din comuna Lelești și cântă împreună în mai toate satele din Gorj.
Ajunge pentru prima oară în București în 1933 unde cântă pentru o scurtă perioadă de timp la localul „La fânăreasă”, întorcându-se apoi în Gorj.
În 1937 este descoperită în Gorj de o echipă de folcloriști alcătuită din Constantin Brăiloiu, Harry Brauner, Tiberiu Alexandru și Mihai Pop. Încântați de vocea, stilul și de repertoriul său tradițional, au invitat-o la București pentru a o înregistra.
Primele înregistrări ale Mariei Lătărețu au fost efectuate, pe cilindri de fonograf, la data de 19 iulie 1937. Apoi, pe 13 septembrie 1937, înregistrează la casa de discuri „Columbia”, sub supravegherea artistică a Arhivei de Folclor a Societății Compozitorilor Români (Arhiva Institutului de Etnografie și Folclor „Constantin Brăiloiu” de azi). Cântă prima oară la Radio București pe 29 august 1937.
Cântă la localul lui Marcu Căciularu (din strada Vespasian, zona Gării de Nord) în 1937, la „Luna Bucureștiului” în 1938 și în perioada 1939-1949 la „Dorul Ancuței”, restaurant de lux din strada Alexandru Lahovari, frecventat de diferiți artiști – scriitori, compozitori, actori. La acesta din urmă a fost angajată la recomandarea lui Constantin Brăiloiu.
Cântă cu taraful soțului ei până în 1949, când devine prim-solistă a Orchestrei „Barbu Lăutaru” a Institutului de Folclor. De aici se pensionează în 1966.
Întreprinde numeroase turnee atât în țară, cât și în străinătate: Polonia, Cehoslovacia, U.R.S.S., Egipt, Siria, Elveția, Turcia, Ungaria, Grecia, Bulgaria, Iugoslavia, Iordania.
De-a lungul carierei sale a cântat cu mari șefi de orchestră și dirijori:Gelu Barabancea, Nicu Stănescu, Ionel Budișteanu, Victor Predescu, Radu Voinescu, George Vancu, Ion Luca-Bănățeanu, Florea Cioacă, Constantin Mirea, Nicu Novac.
Maria Lătărețu a fost una dintre cele mai iubite cântărețe de muzică populară din România, dar viața sa a fost marcată de o dramă profundă. Artista și-a pierdut cinci din cei șase copii, o durere de nedescris care i-a afectat profund existența. Din dorul imens pentru copiii săi pierduți, Maria a compus una dintre cele mai frumoase doine din repertoriul său, „Lie Ciocârlie”. Prin muzica sa, Maria a transformat suferința personală în artă, cucerind inimile românilor cu autenticitatea și emoția interpretărilor sale.

## Distincții
- Medalia „A cincea aniversare a Republicii Populare Române” (24 decembrie 1952) „pentru lupta și munca duse în vederea făuririi, consolidării și prosperării Republicii Populare Române”[9]
- Ordinul Muncii clasa a III-a (9 iunie 1954) „pentru merite deosebite în interpretarea muzicii populare”[10]
- titlul de Artist Emerit al Republicii Populare Romîne (13 ianuarie 1964) „pentru merite deosebite în activitatea desfășurată in domeniul teatrului, muzicii și artelor plastice”[11]
- Ordinul Meritul Cultural clasa a II-a (12 septembrie 1968) „pentru merite deosebite în activitatea muzicală”[12]

## Aprecieri
„Eram cu dascălul meu, Constantin Brăiloiu.
Plaiuri gorjenești.
Un conac de odinioară.
Maria Lătărețu.
Neașteptată și minunată clipă cu soarele în suflet.
Frumoasă peste măsură. Tulburătoare privire.

plină de gingășie, scăldată în bunătate și omenie.
Acompaniindu-se cu chitara, îngânată de cinci muzicanți populari, Maria se întrece cu păsările cerului, răspunde privighetorilor, șopotului izvorului, foșnetului frunzelor. Clopoțel de cristal, glasul limpede și pătrunzător te poartă dincolo de vremuri, peste lacrima și bucuria omenirii”—Harry Brauner, etnomuzicolog
„Maria Lătărețu este una dintre cele mai autentice reprezentante ale cântecului lăutăresc oltenesc. Folcloriștilor le este cunoscută de multă vreme. Cântecele ei, chiar din discurile pe care le-a făcut Constantin Brăiloiu, au trecut hotarele țării ajungând și în străinătate. Îmi amintesc că odată, vorbind cu un folclorist suedez, mi-a spus că la Radio Stockholm se dă din când în când «Doina oltenească» a Mariei Lătărețu, piesa fiind considerată unul din cele mai frumoase cântece din lume.
Calitatea ei deosebită este că păstrează stilul autentic gorjenesc pe care îl interpretează cu multă delicatețe, cu multă suavitate. Pe lângă faptul că este o bună interpretă, ea își compune singură textele, adică creează la cântecele învățate în tinerețe variante despre care putem spune că sunt ale Mariei Lătărețu.”—Mihai Pop, folclorist
La Moscova, a cântat vreme de un an cu contract, la restaurantul de artă culinară românească „Dunărea”. A dat spectacole îndelung aplaudate la „Balșoi Teatr”, ocazie cu care l-a cunoscut pe Aram Haciaturian, marele compozitor al baletului „Spartacus”. Acesta i-a spus într-o seară artistei că afișul de la Dunărea trebuie modificat:
„Pe el nu trebuie scris «În această seară cântă Maria Lătărețu» ci «În această seară cântă Crăiasa cântecului românesc».”—Aram Haciaturian, compozitor
„Oricine și-ar lua osteneala să o compare cu vestitele cântărețe de altădată ale Gorjului, în frunte cu Ioana Zlătaru din Runcu și Ioana Piper din Arcani, al căror glas ni-l păstrează memoria discului, va pricepe că Maria Lătărețu a fost – mai mult decât o cântăreață de talent – creatoarea unui nou stil de cântare, care – prin ea – a făcut școală.”—Tiberiu Alexandru, etnomuzicolog
„Plăcută la vedere , cu gropițe ascunse în colțul buzelor, cu dinți de mărgăritar și cu ochii de licurici, Marița e o autentică țărăncuță din Gorj, care știe să zică minunat o sumedenie de cântări de un farmec deosebit. Marița n-are voce mare. Însă, tradiția sau poate un instinct miraculos, o ajută să înlocuiască această lipsă prin simplicitatea cu care intonează fraza muzicală și prin calitatea de dicțiuni. Această din urmă însușire e de altfel de o mare însemnătate, deoarece textul pe care îl zice Marița te încântă, pe cât te dezmiardă cântecul. Rămâi uimit de fantezia și în același timp de echilibrul și delicatețea de simțire ce se revarsă din versurile cântate și care pot figura cu cinste într-o crestomație populară.”—Mihail Jora, compozitor și dirijor
„De data aceasta am stat în Iugoslavia mai mult. Pretutindeni am constatat un interes sporit pentru ascultarea cântecelor interpretate de dumneavoastră la radio, pe discuri sau de la imitatori. Se poate spune că toți cei care vorbesc românește vor fi știind altele, mai mult sau mai puțin despre România – dar despre Maria Lătărețu știu în mod sigur cu toții. Este plastică relatarea unui om simplu care spunea cam așa «Păi, Maria cântă cam în toată ziua la noi în sat... la radioul nostru». În altă parte din Iugoslavia, unii români din Banat s-au plâns că nu apucă să cumpere discuri aduse din România din cauză că românii din Serbia le-o iau înainte cumpărând mai cu seamă discurile cu cântecele Mariei Lătărețu.”—Sava Iancovici, folclorist

## Decesul
În septembrie 1972, Maria Lătărețu a pornit într-un turneu în toată țara, alături de Ion Luican, Laura Lavric și Ionel Schipoancă. Moare, din cauza unei congestii cerebrale, pe 27 septembrie 1972, în culise, după ce și-a susținut recitalul, la căminul cultural din comuna Românești (județul Botoșani). Este înmormântată la cimitirul „Sfânta Vineri” din București.